# Développement décimal
En mathématiques, le développement décimal est une façon d'écrire des nombres réels positifs à l'aide des puissances de dix (d'exposant positif ou négatif). Lorsque les nombres sont des entiers naturels, le développement décimal correspond à l'écriture en base dix. Lorsqu'ils sont décimaux, on obtient un développement décimal limité. Lorsqu'ils sont rationnels, on obtient soit, encore, un développement décimal limité, soit un développement décimal illimité, mais alors nécessairement périodique. Enfin, lorsqu'ils sont irrationnels, le développement décimal est illimité et non périodique.

## Cas des nombres entiers
Tout nombre entier possède une écriture décimale qui nous est naturelle car enseignée depuis notre enfance. Nous prenons conscience du fait qu'il ne s'agit que d'une écriture lorsque les circonstances nous mettent en contact avec d'autres systèmes de numération.
Exemple : 123 827 = 1×105 + 2×104 + 3×103 + 8×102 + 2×101 + 7×100

## Cas des nombres décimaux
Un nombre décimal  est un nombre rationnel représentable par une fraction la forme N/10n où N est un entier relatif et n un entier naturel. De façon équivalente, un nombre décimal est aussi un nombre rationnel représentable par une fraction p/q où la décomposition en facteurs premiers de q ne comprend que les entiers 2 et 5.
Tout nombre décimal possède  un développement décimal limité comportant éventuellement des puissances de dix à exposant négatif. Les exposants non nuls du développement de N/10n sont tous supérieurs ou égaux à −n.
Exemple :
{\displaystyle {\begin{aligned}{\frac {1267}{625}}&={\frac {1267\times 16}{10000}}={\frac {2\times 10^{4}+2\times 10^{2}+7\times 10^{1}+2\times 10^{0}}{10^{4}}}\\&=2\times 10^{0}+2\times 10^{-2}+7\times 10^{-3}+2\times 10^{-4}\end{aligned}}}
Et on vérifie très simplement à l'aide d'une calculatrice que {\displaystyle {\frac {1267}{625}}=2{,}0272=20272\times 10^{-4}}.
Réciproquement, tout nombre possédant un développement décimal limité est un nombre décimal car il suffit de le multiplier par une puissance de dix adéquate pour retomber sur un entier.

## Cas des nombres rationnels
Aborder l'écriture décimale de la plupart des nombres rationnels implique souvent un algorithme sans fin car l'écriture ne s'arrête jamais. On parle de développement décimal illimité.
Exemple : Division de 13 par 7
| 13 | 7             |
| 60 | 1,85714285... |
| 40 |               |
| 50 |               |
| 10 |               |
| 30 |               |
| 20 |               |
| 60 |               |
| 40 |               |

Puisque l'on obtient de nouveau le reste 6 (avant dernière ligne), en abaissant le 0, on se trouvera à diviser encore 60 par 7, à ré-obtenir pour quotient 8, pour reste 4, etc. Le cycle 857142 s'appelle la période du développement décimal illimité périodique. On écrira {\textstyle {\frac {13}{7}}=1{,}{\underline {857142}}\dots }. Toutefois, il est aussi possible de faire ressortir la période en plaçant une barre au-dessus de celle-ci ou plus rarement en l'encadrant entre crochets [].
La période du développement décimal ne commence pas toujours juste après la virgule : {\displaystyle {\frac {83}{70}}=1{,}1{\underline {857142}}\dots }.
On peut démontrer que tout nombre rationnel possède un développement décimal illimité périodique. Pour le comprendre, il suffit de généraliser le principe de la division précédente. Supposons que l'on divise P par Q, dans la division de P par Q, on est amené, pour les décimales après la virgule, à « abaisser des zéros ». Si le reste précédent est r, on cherche alors à diviser 10r par Q. Les restes de la division sont en nombre fini (0, 1, ..., Q – 1), donc on ne peut pas prolonger indéfiniment la division sans rencontrer deux restes identiques. Si on appelle r1 et r'1 les deux premiers restes identiques, on voit que la division de 10r1 par Q sera identique à celle de 10r'1 par Q, et donnera le même quotient q1 = q'1 et même reste r2 = r'2 et ainsi de suite.
Un nombre décimal possède aussi un développement décimal illimité de période 0.
Réciproquement, tout développement décimal illimité périodique correspond à l'écriture d'un rationnel.
Exemple : 3,25723723723... = x
100x = 325,723723723...
100x – 325 = y = 0,723723723... On peut remarquer que, si y est rationnel, x le sera aussi.
y = 0,723723....
1000y = 723,723723723...
1000y = 723 + y
999y = 723
y = 723/999. y est alors un rationnel et x aussi.
La méthode se généralise pour tout développement décimal illimité périodique. On se débarrasse de la mantisse par une multiplication par la puissance de dix adéquate et par la soustraction d'un nombre entier. On obtient alors un nombre y s'écrivant 0,périodepériodepériode... sur lequel on effectue le même type d'opération que plus haut : multiplication par la puissance de 10 adéquate 10ny = période + y. La résolution de l'équation précédente prouve que y est rationnel et donc que x est rationnel.
Cette méthode de décalage sera employée par la suite pour calculer de façon analogue la somme des termes d'une suite géométrique.
Cas particulier de 0,99999999....
En utilisant la technique précédente, on obtient 10y = 9,99999... = 9 + y. La résolution de l'équation précédente mène donc à y = 1.
1 possède donc deux « développements décimaux illimités » périodiques : 1,000000… et 0,9999…. Selon la définition d'un développement décimal illimité sur {\displaystyle \mathbb {R} }, seul sera retenu le premier développement illimité, le second s'appelant un développement impropre. Il en est plus généralement de même pour tous les nombres décimaux sauf 0 : on a ainsi, par exemple, 3/5 = 0,6000000... = 0,5999999..., et là encore, seul le premier développement est retenu.

## Cas des nombres réels
Si x est un nombre réel, on construit les suites de nombres décimaux suivantes : 
{\displaystyle u_{n}={\frac {E(10^{n}\times x)}{10^{n}}}} et {\displaystyle v_{n}={\frac {E(10^{n}\times x)+1}{10^{n}}}} où E(a) désigne la partie entière de a.
un s'appelle l'approximation décimale de x par défaut à 10-n et vn celle par excès.
On démontre facilement que un et un+1 ne diffèrent (éventuellement) que sur la n+1e décimale qui est de 0 pour un  et de an+1 pour un+1.
un s'écrit alors 
{\displaystyle u_{n}=\sum _{k=0}^{n}a_{k}10^{-k}}
où a0 est un entier relatif et où tous les ak pour k = 1 à n sont des entiers compris dans {0, …, 9}.
On démontre aussi que (un)  et (vn) sont des suites adjacentes encadrant x, donc elles convergent vers x. On appelle alors développement décimal illimité la suite (an) et on remarquera que  
{\displaystyle x=\sum _{k=0}^{+\infty }a_{k}10^{-k}}.
Réciproquement, si (an) est une suite d'entiers tels que tous les ak pour k = 1 à n sont des entiers compris dans {0, …, 9}, on démontre que la série {\displaystyle U_{n}=\sum _{k=0}^{n}a_{k}10^{-k}} est convergente dans R  vers un réel {\displaystyle x=\sum _{k=0}^{+\infty }a_{k}10^{-k}}. Il faut maintenant distinguer deux cas :
- Si la suite (an) converge vers 9 (tous les termes égaux à 9 à partir d'un certain rang k), alors x est un décimal d'ordre k – 1. La suite (un)  définie dans la première partie ne coïncidera pas à la suite  (Un). La suite (an) ne sera pas appelée un DDI.
- Si la suite ne converge pas vers 9, la suite (un)  définie dans la première partie coïncidera à la suite  (Un) . La suite (an) sera appelée un DDI.

Cette construction d'un développement illimité permet de retrouver le développement propre d'un décimal 3,5670000…, ou d'un rationnel 3,25743743743… .
On démontre que cette définition construit une bijection entre les réels et les suites (an) d'entiers tels que tous les ak pour k = 1 à n sont dans {0, …, 9} et la suite ne stationne pas à 9.

## Régularité dans les développements décimaux illimités
Sauf pour les décimaux et les rationnels dont le développement illimité est périodique, il n'est en général pas possible de « prévoir » les décimales d'un réel. Seuls des calculs poussés permettent de découvrir les premières décimales (on connaît jusqu'à présent les 1 241 100 000 000  premières décimales de π.)
Des études portant sur la fréquence des entiers dans les développements décimaux de {\displaystyle {\sqrt {2}}} ou de π sont menées.
Lorsque la fréquence d'apparition de chaque chiffre est de 10 % dans le développement décimal, et, plus généralement, lorsque la fréquence d'apparition d'une suite de n chiffres donnée est (pour chaque suite) de 10-n, on dit que le réel est un nombre normal.

## Curiosités
- Le réel dont le développement décimal est 0,1234567891011121314151617… (soit la suite croissante des entiers naturels) possède un développement décimal prévisible non périodique. Ce réel est la constante de Champernowne, du nom du mathématicien anglais qui l'a inventé en 1933. Ce nombre est évidemment irrationnel, mais aussi transcendant (prouvé par Kurt Mahler en 1961), et normal en base dix.
- La constante de Copeland-Erdős 0,2357111317192329313741…, constituée de la succession des nombres premiers, est elle aussi normale en base dix.
- Le réel dont le développement décimal est 0,110001000000000000000001…, c'est-à-dire la somme des puissances factorielles négatives de 10 (10−1 + 10−2 + 10−6 + … + 10−k! + …) possède un développement décimal prévisible non périodique. Ce réel est appelé la constante de Liouville parce qu'il figure parmi les premiers exemples explicites de nombres transcendants, fournis par Joseph Liouville.
- Le développement décimal est impossible dans un système positionnel sans zéro, c'est-à-dire que le développement décimal dépend non seulement d'un système de numération positionnel, mais également de l'usage du zéro positionnel.
- Si l'on tire au hasard, uniformément, un nombre réel entre 0 et 1, les chiffres de son développement décimal forment une suite de variables aléatoires indépendantes uniformes sur ⟦0, 9⟧. Ce fait est la clé de la démonstration du théorème du nombre normal, dû à Émile Borel : à l'occasion de cette démonstration, Émile Borel a découvert le lemme de Borel-Cantelli, et a démontré la première version connue de la loi forte des grands nombres.

## Développement en base quelconque
Utiliser un développement décimal fait jouer un rôle particulier à la base dix.
Tout ce qui précède s'applique à n'importe quel nombre entier b (comme base), supérieur à 1.
Cette fois, les nombres admettant deux développements seront ceux de la forme {\displaystyle {\frac {a}{b^{k}}}}, les nombres rationnels restant caractérisés par la périodicité de leur développement.
En fait la base dix présente surtout un intérêt pratique, dans le sens où c'est la plus utilisée. Les bases 2 et 3 notamment sont très intéressantes.
En base 2, l'application {\displaystyle d:\{0,1\}^{\mathbb {N} ^{*}}\rightarrow [0,1]} qui associe à une suite {\displaystyle (\epsilon _{n})_{n\geq 1}}, où {\displaystyle \epsilon _{n}} vaut 0 ou 1, le nombre {\displaystyle \sum _{n=1}^{\infty }{\frac {\epsilon _{n}}{2^{n}}}}, est surjective (car tout nombre réel admet un développement en base 2). Elle n'est pas bijective, puisque précisément les rationnels dyadiques, c’est-à-dire ceux de la forme {\displaystyle {\frac {a}{2^{k}}}}, admettent deux développements.
En base 3, l'application qui à la même suite  {\displaystyle (\epsilon _{n})_{n\geq 1}} associe le nombre {\displaystyle \sum _{n=1}^{\infty }{\frac {2\epsilon _{n}}{3^{n}}}} est maintenant injective. Elle n'est pas surjective : son image est l'ensemble de Cantor.
On peut tirer de cette représentation des objets de prime abord paradoxaux, par exemple une surjection continue du segment {\displaystyle [0,1]} dans le carré {\displaystyle [0,1]\times [0,1]} (voir Courbe remplissante).